# Cambrai
Cambrai (kiejtése kb. „kambré”; hollandul: Kamerijk) város Nord megyében. Franciaország kulturális és történelmi városa címet viseli.

## Története

### Ókor
A települést először a római korban, a 4. század közepén említették Camaracum néven, a nervik városaként, akiknek a központja Bagacumban (a jelenlegi Bavay) volt abban az időben. A 4. század közepén az észak felől fenyegető frank támadások ellen a rómaiak erődöket építettek a Köln, Bavay, Cambrai, Boulogne-sur-Mer út mentén. Így Cambrai fontos stratégiai szerepet kapott. Az 5. század elején a város lett a nervik adminisztratív központja Bavay helyett, talán mert az utóbbi túlságosan ki volt téve a frankok támadásainak, ennek következtében túl sok károsodás érhette. A kereszténység hozzávetőleg ugyanebben az időszakban terjedt el a városban, a nervik Superior nevű püspökét említik a 4. század közepén, akiről azonban semmi közelebbit nem tudunk.
430-ban a száli frankok Hosszúhajú Chlodion vezetésével elfoglalták a várost. A 6. század elején rokonaitól való megszabadulás útján I. Chlodvig kezdett hozzá a frank királyságok egyesítéséhez. Ezen rokonok egyike volt Ragnacharius, aki egy apró királyságot irányított Cambrai-ból.

### Középkor
870-ben a normannok pusztították el a várost.
A középkorban a cambrai-i egyházmegye Lotaringiának ahhoz a részéhez tartozott, amely különféle hányattatások után 940-ben a Birodalom német feléhez került, és 941-ben I. Ottó német-római császár biztosította Cambrai püspökének mindazokat a kiváltságokat, melyeket korábban a frank királyoktól is megkaptak. A cambrai-i egyházmegye a középkorban óriási hatáskörrel rendelkezett. Területe hozzávetőleg egybeesett Brabant megyével (Brüsszel és Antwerpen is területéhez tartozott), magában foglalta Németalföld középső részét. A püspökségnek korlátozott világi hatalma is volt.
A kalandozó magyarok Bulcsú horka vezetésével 954. április 6-án ostromolták meg Cambrai-t, amelynek erős római falait Fulbert püspök védte. Háromnapi rohamozás után a magyarok számára kudarccal végződött az ostrom.
1007-ben II. Henrik német-római császár Cambrai püspökét hatalommal ruházta fel Cambrésis grófság felett, így a püspök lett a grófság tizenkét főrendjének a hűbérura.
Árpád-házi Szent Erzsébet arany és ezüst adományt küldött a városnak, segítve a régi, háborús és természeti károktól már akkor megviselt katedrális szentélyének megépítését. A katedrális levéltára szerint de Fontaine cambrai-i püspök, aki Szent Erzsébet halálakor a frankfurti udvarban tartózkodott, magához vette, majd eljuttatta a hercegnő szívét Cambrai-ba, Erzsébet végrendeletének megfelelően. Az ereklyét a székesegyház főoltárába helyezték, s ott őrizték az 1235. november 19-ei szentté avatásig. Ma a kereszthajóban egy ablakfestmény látható a szent ábrázolásával. Az egyik belvárosi utcát eredetileg Rue Sainte Elisabeth-nek nevezték, de később – cambrai-i születése miatt – mégis Louis Blériot utcának keresztelték át. A városvezetés kárpótlásul emléktáblát helyezett el az utcában.

### Újkor
1508. december 10-én itt kötötték meg a Velencei Köztársaság ellen a cambrai-i ligát II. Gyula pápa, Franciaország, a Német-római Birodalom és Spanyolország részvételével.
1529. augusztus 5-én a cambrai-i Saint-Pol palotában kötötték meg a „hölgyek békéjét”, amely lezárta a cognaci liga háborúját (1526–30).
II. Fülöp spanyol király kívánságára 1559-ben új érsekséget hoztak létre Malines-ben (Mechelen) és 11 másik egyházmegyéből annak érdekében, hogy ez elősegítse a küzdelmet a reformáció ellen. Ez a változtatás nagymértékben korlátozta a cambrai-i egyházmegye határait, ezért Cambrai püspökét kárpótlásul szintén érsekké nevezték ki, akinek a Saint Omer-i, a Tournai-i és a namuri püspökök lettek a segédpüspökei.
A város védműveinek kiépítése a középkorban is folytatódott. Annak ellenére, hogy részben még középkori erődítésekkel rendelkezett, spanyol védői két francia ostromot (1649-ben és 1657-ben) is sikerrel vertek vissza a 17. században. Harmadik alkalommal azonban XIV. Lajos francia király személyes részvétele mellett, Vauban hadmérnök irányításával 1677. április 5-én a francia csapatok bevették a várost. A következő évben a terület hivatalosan is 630 év után újra francia fennhatóság alá került.
Fontos megemlíteni Cambrai nagyszerű zenetörténetét, különösen a 15. század jelentős ebből a szempontból. Az itteni székesegyház zenei központ szerepét töltötte be egészen a 17. századig, itt voltak Németalföld legélénkebb zenei intézményei, a burgundiai iskola számos zeneszerzője vagy itt nőtt fel, és tanulta mesterségét e városban, vagy ide tért vissza tanítani. 1428-ban Luxemburgi Fülöp kijelentette, hogy az itteni székesegyház a legnagyszerűbb az összes keresztény közül, mivel olyan kitűnő az éneklés, oly fényes, és harangjai oly édesen szólnak. A 15. század leghíresebb európai zenésze, Guillaume Dufay a székesegyházban tanult 1409 és 1412 között, majd számos Itáliában eltöltött év után 1439-ben ide tért vissza. Más olyan zeneszerzők, mint Johannes Tinctoris és Johannes Ockeghem is Cambrai-ba jöttek tőle tanulni. További, a székesegyházban tanult híres 15. századi zeneszerzők voltak: Nicolas Grenon, Alexander Agricola, Jacob Obrecht. A 16. században pedig Philippe de Monte, Johannes Lupi, és Jacobus de Kerle működtek falai között. Mivel a viszonylag közeli Brugge idővel elvesztette az észak-európai gazdasági központ szerepét, ezért a környező területek is szegényebbé váltak, ezzel együtt a kulturális élet is hanyatlott. A székesegyház 1796-ban a francia forradalom során megsemmisült, de levéltára fennmaradt, anyagát jelenleg Lille-ben őrzik.

### 19–20. század
Az 1802-es cambrai-i konkordátum visszaminősítette Cambrai-t egyszerű püspökséggé, amelyet a párizsi érsekség alá rendeltek. 1841-ben azután ismét érsekséget szerveztek Cambrai-ból, amelynek Arras lett a segédpüspöksége.
Az első világháború során a város közelében zajlott a cambrai-i csata 1917. november 20. és december 3. között, amely a tankok első, nagy tömegben történő sikeres bevetéséről vált nevezetessé.

## Híres emberek
- Itt született Charles-François Dumouriez (1739–1823), Franciaország tábornoka.
- Itt született Louis Blériot (1872–1936) pilóta, óceán-repülő.
- Itt született Henri de Lubac (1896–1991)  francia jezsuita pap és bíboros, a XX. század egyik legbefolyásosabb teológusa.

## Lásd még
- Cambrai grófjainak listája
- Cambrai-i csata

## Testvérvárosai
- Houma – Louisiana, Amerikai Egyesült Államok
- Châteauguay – Québec, Kanada
- Kamp-Lintfort – Németország
- Esztergom – Magyarország
- Gravesend – Kent – Anglia